# Závoj

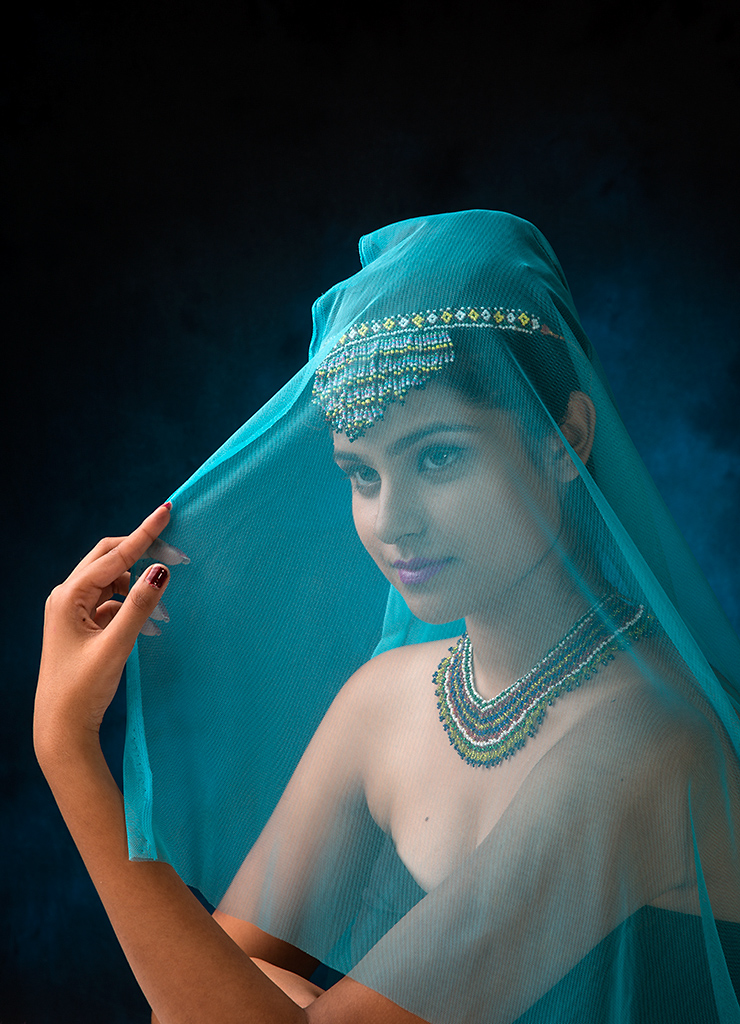
Žena se závojem přes hlavu

Závoj je kus oblečení, který zakrývá nebo obaluje hlavu nebo obličej, občas celé tělo. Většinou je spojován s ženskou módou a náboženskými či ceremoniálními obřady, jako jsou svatby, avšak závoj mohou nosit i muži – např. na Indickém subkontinentu mohou ženichové nosit sehru.